# David Duke
David Duke Ernest (Tulsa, Oklahoma, 1 de juliol de 1950) és un historiador, activista, escriptor separatista de la població blanca i polític d'extrema dreta nord-americà (veure Moviment de Milícies a EUA), excapdavanter "Gran Mag" del Ku Klux Klan. És mundialment reconegut per les seves declaracions i llibres polèmics, que defensa la preservació de l'herència blanca europea i la civilització occidental, ressaltant els perills per a la supervivència de la raça blanca europea en l'actualitat.
Definint-se com racialista, sosté que "totes les persones tenen un dret humà fonamental per preservar la seva pròpia herència cultural" i està a favor de la segregació racial voluntària. Amb relació a l'estat d'Israel, ha sostingut, en la conferència negacionista d'Iran de 2006, que “the Holocaust is the device used as the pillar of Zionist imperialism, Zionist aggression, Zionist terror and Zionist murder”.(Trad.: L'Holocaust és el mecanisme utilitzat com a pilar de l'imperialisme, l'agressió, el terror i l'assassinat sionistes.). És un acèrrim crític de l'Estat d'Israel en relació amb els seus veïns del Mitjà Orienti i Occident, que qualifica com a "opressió sionista". A més, sosté que l'agenda mundialista i la globalització erradicaran les identitats nacionals, la cultura i la diversitat humana.
El 2007, anava a presentar a la Llibreria Europa, situada a Barcelona, el seu llibre El suprematisme jueu, però finalment l'acte va ser suspès per la justícia, en incórrer-se en delicte d'apologia del racisme.

## Primers anys i joventut
David Duke va néixer a Tulsa, Oklahoma. Els seus pares van ser David Duke Sr. i Alice Maxine Crick. Com a fill d'un enginyer de la Shell Oil Company, Duke solia mudar-se amb la seva família pel món. Van viure una curta temporada als Països Baixos per després assentar-se a Louisiana. A finals de la dècada de 1960, Duke va conèixer a William Luther Pierce, líder de l'organització nacionalista blanca i antisemita Aliança Nacional, que li deixaria una influència durant tota la seva vida. Duke es va unir al Ku Klux Klan (KKK) el 1967.
El 1968, Duke es va matricular a la Universitat Estatal de Louisiana (LSU) a Baton Rouge i, el 1970, va formar un grup estudiantil blanc anomenat White Youth Alliance (Aliança de Joves Blancs), que va ser afiliat al Partit Nacionalsocialista del Poble Blanco. El mateix any, en protesta per la presentació de l'activista dels drets civils William Kunstler a la Universitat Tulane a Nova Orleans, Duke va aparèixer en una manifestació amb uniforme nazi.
Duke va afirmar que va passar nou mesos a Laos. En realitat ell va ser a Laos per reunir-se amb el seu pare, qui estava treballant allà. El 1971, el seu pare li va aconseguir un treball que era ensenyar anglès als militars laosianos, del que va ser acomiadat per dibuixar un còctel mólotov a la pissarra.
Es va doctorar en història a l'Interregional Academy of Personnel Management d'Ukrania amb la tesi "Zionism as a Form of Ethnic Supremacism" (Zionisme com una forma de suprematisme ètnic).

## Vida personal
Mentre treballava a la White Youth Alliance, Duke va conèixer a Chloe Hardin, qui també era activista del grup. Van ser companys a la universitat i es van casar el 1974. Van tenir dues filles, Erika i Kristin. Es van divorciar el 1984, i Chloe es va mudar a West Palm Beach, Florida, per poder ser a prop dels seus pares. Allí, ella va tenir una relació sentimental amb l'amic de Duke, Don Black, amb qui es va casar després. Per la seva banda, Duke va desenvolupar una feblesa permanent pels jocs d'apostes.

## Carrera política
En la seva carrera política ha estat representant de Louisiana (EUA), ha participat en la càmera de representants dels Estats Units. Ha estat candidat a Governador de Louisiana, i dues vegades candidat a la Presidència dels Estats Units. Duke també va participar com a polític del partit demòcrata al senat de Louisiana el 1975. I el 1988, va participar en la primàries demòcrates per la presidència, sense cap èxit. Al desembre de 1988, Duke va canviar la seva afiliació política del Partit Demòcrata al Partit Republicà. A més va servir a la Càmera de representants, des de 1990 fins a 1992.

### Activitats polítiques posteriors
L'any 2015, es va reportar en els mitjans que Duke recolzava la nominació presidencial de Donald Trump per a les Eleccions presidencials dels Estats Units de 2016. Duke va respondre a la seva pàgina web dient que actualment no recolzava a Trump, que personalment no es mostrava d'acord amb moltes postures del candidat, com el suport de Trump cap a Israel, però que és el millor de tots pel que fa a la seva postura migratòria. És més, va afirmar que ell votaria per Trump com una acció estratègica. Per això, al febrer de 2016 va demanar als oients del seu programa de ràdio donar suport a la candidatura de Trump, ja que estaria en joc el futur dels nord-americans de raça blanca i votar en contra del candidat seria una traïció a l'herència europea dels blancs.